# Родниковский сельский совет
 Родниковский сельский совет (укр. Родниківська сільська рада, крымскотат. Qulçuq köy şurası) — административно-территориальная единица в Симферопольском районе АР Крым Украины (фактически до 2014 года), ранее до 1991 года — в  составе Крымской области УССР в СССР, до 1954 года — в составе Крымской области РСФСР в СССР, до 1945 года — в составе Крымской АССР РСФСР в СССР.
Образован сельсовет в 1954 году.
Население по переписи 2001 года свыше 5,5 тыс. человек.
К 2014 году сельсовет состоял из 6 сёл:
- Родниково
- Аркадьевка
- Кубанское
- Курганное
- Новый Мир
- Шафранное

С 2014 года на месте сельсовета находится Родниковское сельское поселение.